# Limnephilus abstrusus
Limnephilus abstrusus is een schietmot uit de familie Limnephilidae. De soort komt voor in het Palearctisch gebied.